# Калининградский областной музей изобразительных искусств
Калинингра́дский областно́й музе́й изобрази́тельных иску́сств (до ноября 2017 года — Калининградский областной музей «Художественная галерея») — художественный музей в Калининграде, открывшийся 24 ноября 1988 года.
Фонды музея насчитывают более 16 тысяч произведений живописи, графики, скульптуры, предметов декоративно-прикладного искусства. Основу собрания составляют работы отечественных и зарубежных художников второй половины XX века, представляющих различные стилевые направления — от социалистического реализма до постмодернистских художественных практик, произведения искусства XVII — первой половины XX века, уникальные работы мастеров Восточной Пруссии, современные народные промыслы России.
Ежегодно проводится до 60 выставок отечественного и зарубежного искусства, в том числе в рамках программы «Художественные музеи России в Калининградской художественной галерее» осуществляются выставки из Эрмитажа, Третьяковской галереи, ГМИИ им. А. С. Пушкина, Русского музея и других.

## История

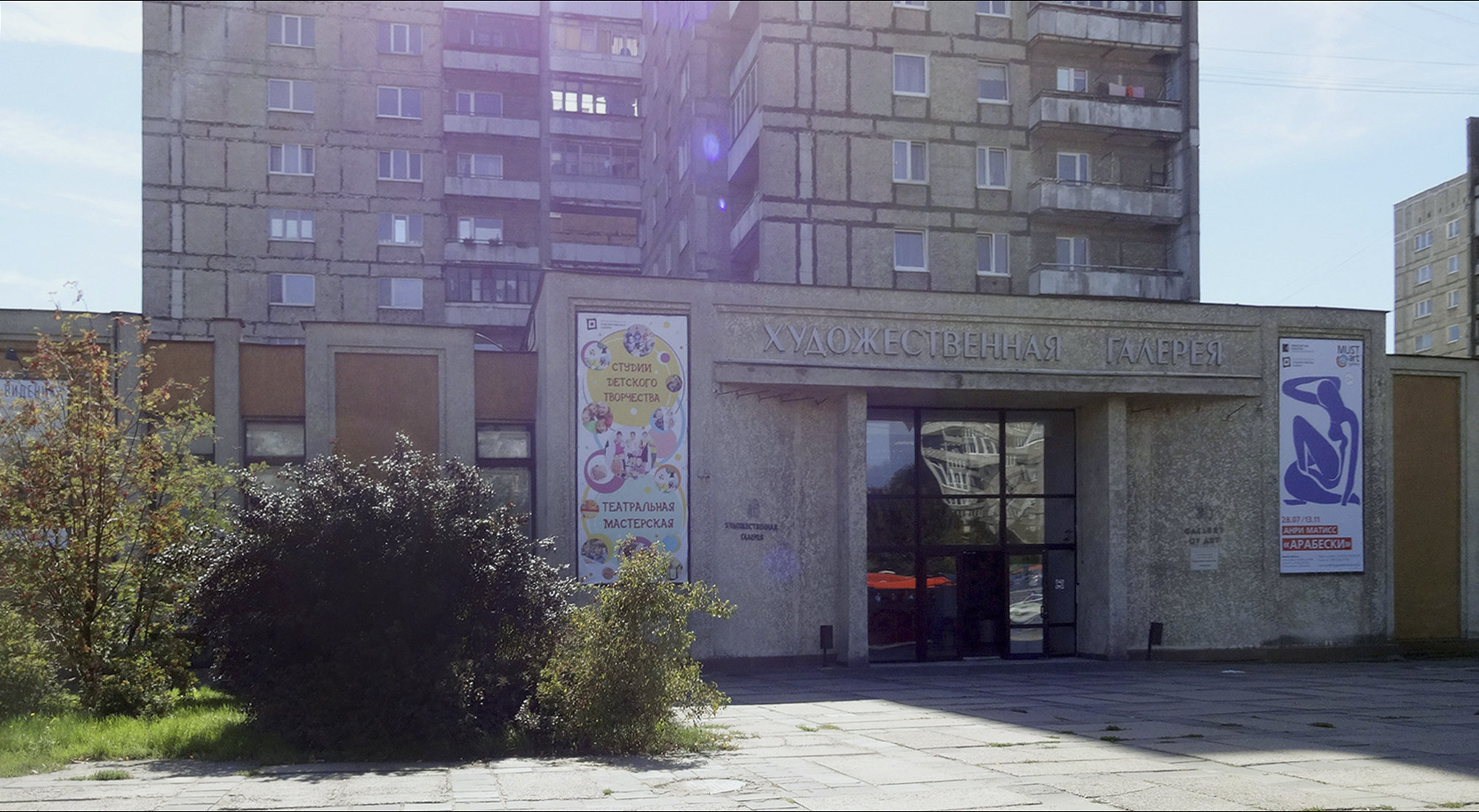
Здание на Московском проспекте, где музей находился с 1988 по 2018

В 1988 году в здании на Московском проспекте, 60-62 была открыта Калининградская художественная галерея. К открытию галереи часть произведений передали из фондов Калининградского областного историко-художественного музея. В 1989 году из того же музея в Калининградскую художественную галерею поступила монографическая коллекция акварелей А. Е. Лопухина (1897—1986).
Затем галерея развивалась как музей современного искусства. В здании было 8 экспозиционных залов площадью от 150 до 500 м².
В 2004 году в галерее был открыт виртуальный филиал Русского музея.
В 2008 году музей «Художественная галерея» участвовал в грантовом конкурсе музейных проектов «Меняющийся музей в меняющемся мире» и стал одним из победителей в номинации «Технологии музейной экспозиции».
В октябре 2016 года из-за неудовлетворительного состояния здания музея в областном правительстве приняли решение переместить его в здание бывшей Кёнигсбергской биржи на Ленинском проспекте. В июне 2018 года музей переехал в историческое здание бывшей биржи Кёнигсберга.

### Руководители
- Вера Коцебенкова (1988—2007)
- Галина Заболотская (с 2007 года)

## Здание
Музей расположен в старинном здании бывшей Кёнигсбергской торговой биржи (памятник архитектуры XIX века), построенном по проекту знаменитого немецкого архитектора
Генриха Мюллера (1819—1890) в 1875 году. В советский период в здании находился Дворец культуры моряков (ДКМ), затем и Областной центр культуры молодёжи.

## Собрание
Основу собрания составляют следующие коллекции:
- Коллекция искусства Восточной Пруссии конца XIX — начала XX века;
- Произведения официального и альтернативного искусства советских художников 1950—1990-х годов;
- Стекло и керамика советских художников 1960—1990-х годов;
- Современная графика художников России и стран Балтийского моря;
- Современные народные промыслы;
- Коллекция произведений калининградских художников.

### Культура и искусство Восточной Пруссии
Искусство Восточной Пруссии конца XIX — начала XX века представлено графикой и скульптурой. Особое место в экспозиции занимают графические работы Генриха Вольффа (1875—1940) — одного из самых известных графиков Восточной Пруссии, преподавателя Кёнигсбергской академии художеств; а также его учеников. Кроме Вольффа искусство художников Кёнигсбергской академии художеств представлено в музее произведениями Хелены Нойманн (1874—1942) и Норберта Долециха (1906—1996).
Музей обладает крупнейшей в России коллекцией графики Ловиса Коринта (1858—1925), которая в 2018 году пополнилась его литографией, подаренной частным баварским музеем Вальхензее в честь 160-летия известного художника. В июле 2019 года от этого же музея получены в дар ещё три графические работы Ловиса Коринта, с учётом которых коллекция графики этого художника стала насчитывать 96 работ.

### Современная графика
Основу коллекции современной графики, представленной в галерее, составляют работы, созданные в последние десятилетия XX века. Коллекция современной графики стран Балтийского региона сложилась в процессе проведения в Калининграде международной биеннале станковой графики «Калининград — Кёнигсберг». Эта выставка проводится нерегулярно, начиная с 1990 года. В ней принимают участие художники из 9 стран Балтийского региона: Дании, Эстонии, Финляндии, Германии, Латвии, Литвы, Польши, России, Швеции. В ходе биеннале было собрано более 600 экспонатов 200 авторов. Среди них присутствуют работы калининградских художников.
Биеннале «Калининград — Кёнигсберг»
С 1990 года в Калининграде проводится международное биеннале станковой графики «Калининград — Кёнигсберг». Кроме непосредственно выставки, в рамках биеннале проводятся различные конференции, по результатам которых издают сборник статей. В 2011 году состоялась 10-я биеннале, в 2013 — 11-я, в 2015 — 12-я (к участию были допущены художники со всего мира на условиях открытого конкурса).

### Декоративно-прикладное искусство
В собрании декоративно-прикладного искусства представлено более 2000 произведений. Это стекло и керамика, ткачество и ювелирное дело.

### Калининградские художники
Первые художники в Калининграде появились уже в начале 1950-х годов. В 1978 году было создано художественное отделение при Калининградском областном музыкальном училище. Работы местных художников занимают важное место в экспозиции музея. Большинство работ выполнено в авангардном направлении.
- Резчиков, Владимир Иванович